# دیونیسیوس خنوس
دیونیسیوس خنوس (انگلیسی: Dionysios Xenos; ۵ ژوئیهٔ ۱۹۹۵) کاراته‌کا اهل یونان است.